# Colegio Salesiano San Juan Bosco (A Coruña)
El Colegio Salesiano San Juan Bosco de La Coruña es un centro educativo concertado de titularidad religiosa, gestionado por la Sociedad de San Francisco de Sales (Salesianos de Don Bosco). Está situado desde 1922 en el barrio del Orzán, junto al paseo marítimo de la ciudad, y ofrece enseñanzas regladas desde educación infantil hasta bachillerato. Su proyecto educativo se inspira en el sistema preventivo salesiano, asentado en sus tres pilares fundamentales, la razón, la religión y la amabilidad, promoviendo una formación integral que combina conocimientos académicos, valores humanos y fe cristiana.

## Historia
La presencia salesiana en La Coruña se remonta a 1886, cuando Doña Ramona Matos, viuda de Fernández Miranda, visitó a Don Bosco en Turín. Siguiendo su consejo, impulsó el culto a María Auxiliadora en la ciudad, lo que sentó las bases de la futura obra salesiana. Entre 1916 y 1922, los salesianos dirigieron las Escuelas Populares Gratuitas en la calle Herrerías, conocidas popularmente como Escolas do Caldo, en la Ciudad Vieja. En 1922, se trasladaron al actual emplazamiento, una antigua fábrica de cristales junto a la ensenada del Orzán, desde donde han venido desarrollando su labor educativa de forma continuada hasta la actualidad, con tan solo una breve interrupción durante la Guerra Civil Española. El 12 de julio de 1936, pocos días antes del estallido oficial de la guerra, el colegio se vio forzado a suspender sus actividades escolares. Sus instalaciones fueron incautadas para ser utilizadas como cuartel provisional y depósito de armamento.
En las décadas de 1950 y 1960, el colegio era conocido entre los niños de toda la ciudad con el apodo popular de "La Checa", en alusión al elevado nivel de exigencia académica y disciplina que lo caracterizaba. Los estudiantes asistían a clase todos los días de la semana, incluidos los domingos, y el rigor con el que los sacerdotes educaban a los alumnos era ampliamente reconocido en el entorno local. Entre los profesores más recordados de esta época destaca Don Gregorio Crespo.
A lo largo del Siglo XX, el colegio experimentó una notable expansión, con la construcción de nuevas edificaciones como la iglesia, el pabellón deportivo o el centro juvenil. En 1977, se erigió un conjunto escultórico de piedra y bronce que representa a varios jóvenes junto a Don Bosco, a cargo de Xoán Piñeiro Nogueira, en la fachada atlántica del colegio. En 2004, se inauguró un nuevo edificio, con vistas al paseo marítimo, que alberga la Librería Salesiana y las aulas de educación infaltil.
El colegio ha sido también un importante dinamizador cultural y deportivo de la ciudad. En su salón de actos se celebró en 1988 la histórica junta fundacional del "Super Dépor", en la que Augusto César Lendoiro fue investido presidente. Una leyenda popular también señala que en su pabellón tuvo lugar el primer partido oficial de fútbol sala en España, por lo que se lo conoce como La Catedral. El Club Bosco de Baloncesto fue fundado el 3 de septiembre de 1960 por iniciativa de un grupo de antiguos alumnos del colegio, y tuvo una trayectoria destacada dentro del baloncesto gallego hasta su desaparición el 7 de febrero de 1988. Su mayor logro se produjo en la temporada 1967-68, cuando logró el ascenso a la Primera División del baloncesto español, categoría equivalente a la actual Liga ACB. Las celebraciones anuales en honor a Don Bosco y María Auxiliadora son eventos muy arraigados en la comunidad escolar.

## Antiguos alumnos
La Asociación de Antiguos Alumnos, fundada en 1926, ha sido un motor clave en la continuidad del espíritu salesiano más allá de las aulas. A lo largo de sus más de cien años de historia, el colegio ha formado a miles de estudiantes, varios de los cuales han llegado a ocupar puestos destacados en la vida pública coruñesa, incluyendo cuatro alcaldes (José Manuel Liaño Flores, Domingos Merino, Joaquín López Menéndez, Javier Losada), un rector universitario, José Luis Meilán, el modisto Javier Cañás Caramelo, y hasta un distinguido cineasta, Alberto Vázquez Rico. Claudio San Martín, fundador de los Supermercados Claudio y presidente de Caixa Galicia, asesinado por los GRAPO el 27 de mayo de 1988, estudió en el colegio desde 1945 a 1952 y fue presidente de la Asociación de Antiguos Alumnos de 1960 a 1966. Bajo su impulso nació el Club Bosco de baloncesto. Cinco salesianos coruñeses, exalumnos de colegio, fueron beatificados por Juan Pablo II en 2004.